# Caserne Saint-Martin (Perpignan)
 (décembre 2020).
Si vous disposez d'ouvrages ou d'articles de référence ou si vous connaissez des sites web de qualité traitant du thème abordé ici, merci de compléter l'article en donnant les références utiles à sa vérifiabilité et en les liant à la section « Notes et références ».
La caserne Saint-Martin de Perpignan est une ancienne caserne, aujourd'hui démolie, autrefois située dans la ville de Perpignan dans les Pyrénées-Orientales. Le bâtiment datait du XVIIe siècle.

## Situation
Elle se trouvait dans le quartier Saint-Mathieu, au centre de la ville. 

## Histoire
Paul Alduy, maire de Perpignan dans les années 1970, a donné naissance à la rénovation complète du quartier Saint-Mathieu. 
La caserne Saint Martin a été démolie en 1974, un auditorium et les locaux de l’École Nationale de Musique se sont installés à l'endroit de l'ancienne caserne.

## Citation
« Il n'y aurait rien à redire à cela si ces constructions s'étaient parfaitement intégrées au bâti existant. Or c'est loin d'être le cas en raison de leur architecture qui [...] jure terriblement avec l'environnement qui est le sien et fait d'autant plus regretter la disparition de la caserne Saint-Martin. »

— Roland Serres-Bria[réf. nécessaire]